# Zoteux
Zoteux là một xã ở tỉnh Pas-de-Calais, vùng Hauts-de-France của Pháp.

## Địa lý
Zoteux có cự ly 16 dặm Anh (26 km) về phía đông bắc Montreuil-sur-Mer, trên đường D343.

## Dân số
| 1962                                                         | 1968 | 1975 | 1982 | 1990 | 1999 | 2006 |
| ------------------------------------------------------------ | ---- | ---- | ---- | ---- | ---- | ---- |
| 298                                                          | 299  | 322  | 390  | 404  | 390  | 483  |
| Số liệu điều tra dân số từ năm 1962: Dân số không tính trùng |      |      |      |      |      |      |

## Địa điểm nổi bật
- Nhà thờ St. Pierre, thế kỷ 15.
- Lâu đài Louis XVI.